# Jozef Plachý
Jozef Plachý (ur. 28 lutego 1949 w Koszycach) – słowacki lekkoatleta startujący w barwach Czechosłowacji, średniodystansowiec,  medalista mistrzostw Europy i halowych mistrzostw Europy czterokrotny olimpijczyk.
Jako dziewiętnastolatek wystąpił na igrzyskach olimpijskich w 1968 w Meksyku w biegu na 800 metrów. Zajął w finale 5. miejsce i ustanowił czasem 1:45,9 rekord Czechosłowacji i rekord świata juniorów.
Zdobył srebrny medal w biegu na 800 metrów na mistrzostwach Europy w 1969 w Atenach za Dieterem Frommem z NRD. Na mistrzostwach Europy w 1971 w Helsinkach zajął w tej konkurencji 6. miejsce.
Zwyciężył w biegu na 800 metrów na halowych mistrzostwach Europy w 1972 w Grenoble. Podczas igrzysk olimpijskich w 1972 w Monachium zajął 3. miejsce w półfinale tej konkurencji i nie zakwalifikował się do finału. Zdobył srebrny medal w sztafecie 4 × 4 okrążenia (w składzie: Ivan Kováč, Jozef Samborský, Plachý i Ján Šišovský) oraz brązowy medal w biegu na 800 metrów na halowych mistrzostwach Europy w 1973 w Rotterdamie.
Ponownie zdobył brązowy medal w biegu na 800 metrów na halowych mistrzostwach Europy w 1974 w Göteborgu. Na mistrzostwach Europy w 1974 w Rzymie odpadł w półfinale tej konkurencji, a na halowych mistrzostwach Europy w 1975 w Katowicach zajął w niej 4. miejsce. Odpadł w eliminacjach biegu na 800 metrów na igrzyskach olimpijskich w 1976 w Montrealu.
W dalszej części kariery skoncentrował się na biegu na 1500 metrów. Zwyciężył w nim na uniwersjadzie w 1977 w Sofii. Zajął 12. miejsce w tej konkurencji na mistrzostwach Europy w 1978 w Pradze, a na halowych mistrzostwach Europy w 1979 w Wiedniu odpadł w eliminacjach.
Ostatnią wielką imprezą międzynarodową, na której Plachý wystąpił, były igrzyska olimpijskie w 1980 w Moskwie Zajął tam 6. miejsce w biegu na 1500 metrów.
Był dziewięciokrotnym mistrzem Czechosłowacji w biegu na 800 metrów w latach 1968 (wspólnie z Tomášem Jungwirthem), 1969 i 1971-1977 oraz dwukrotnym w biegu na 1500 metrów w 1978 i 1980. W hali był mistrzem Stanów Zjednoczonych (AAU) w biegu na 1000 jardów w 1972 oraz mistrzem Czechosłowacji w biegu na 1500 metrów w 1979.
Plachý był rekordzistą Europy w biegu na 880 jardów z wynikiem 1:46,7 osiągniętym w 1971. Czterokrotnie poprawiał rekord Czechosłowacji w biegu na 800 metrów doprowadzając go do rezultatu 1:45,4 (31 lipca 1969 w Stuttgarcie)  przy pomiarze ręcznym i 1:45,53 (2 września 1977 w Düsseldorfie) przy pomiarze automatycznym. Wynik ten przetrwał jako rekord Słowacji aż do 2008.  Ustanowił również rekord Czechosłowacji w biegu na 1500 metrów czasem 3:37,04 (10 czerwca 1977 w Bratysławie), w sztafecie 4 × 400 metrów (3:06,7 2 sierpnia 1970 w Sarajewie) oraz w biegu na milę (3:52,59 w 1978). Ten ostatni wynik jest ciągle (czerwiec 2021) rekordem Czech.
Rekordy życiowe Plachego:
| Konkurencja         | Data i miejsce              | Wynik   |
| ------------------- | --------------------------- | ------- |
| bieg na 800 metrów  | 2 września 1977, Düsseldorf | 1:45,53 |
| bieg na 1000 metrów | 10 sierpnia 1977, Karlstad  | 2:17,5  |
| bieg na 1500 metrów | 10 czerwca 1977, Bratysława | 3:27,04 |
| bieg na milę        | 3 lipca 1978, Sztokholm     | 3:52,59 |

Po zakończeniu kariery zawodniczej był trenerem. M.in. prowadził reprezentację Czechosłowacji w biegach.